# 九九式狙撃銃
九九式狙撃銃（きゅうきゅうしきそげきじゅう）および九九式短狙撃銃（きゅうきゅうしきたんそげきじゅう）は、1940年代初期に開発・採用された大日本帝国陸軍の狙撃銃。当時の日本軍主力小銃であった九九式小銃（九九式短小銃）をベースとし、九七式狙撃銃とともに第二次世界大戦における帝国陸軍の主力狙撃銃として使用された。欧米圏では有坂銃における代表的な狙撃銃の一つとして認知されている。
制式狙撃銃としては三八式歩兵銃をベースとして開発された九七式狙撃銃に次ぐ物であり、本狙撃銃の開発にあたり多くの点で九七式に範をとっている。

## 名称
ベースには九九式小銃（九九式長小銃）と九九式短小銃が使用され、制式名称では厳密には前者を九九式狙撃銃（長小銃型）、後者を九九式短狙撃銃（短小銃型）と称する。しかしながら主力小銃としても狙撃銃としても量産された物の大半は短小銃型であり、そのため「九九式小銃/九九式狙撃銃」と称す場合は本来の「九九式短小銃/九九式短狙撃銃」を指すことが多い。

## 概要
九九式狙撃銃（九九式短狙撃銃）は九九式小銃（九九式短小銃）の生産ライン途中において、多数製造されている銃の中から銃身や機関部などの精度が高く精密射撃（狙撃）に特に向いている物を選び出し、それに狙撃眼鏡（照準眼鏡、眼鏡、スコープ）をのせる台座（マウントベース）を付し、さらに操作性を上げるため槓桿（ボルトハンドル）を40mm延長した上で下方に曲げ、射撃調整を行い生産された。

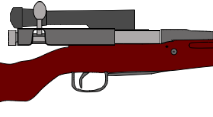
九九式狙撃銃のボルトを引く再現

本銃は1942年（昭和17年）5月に仮制式が上申された。量産は小倉陸軍造兵廠・名古屋陸軍造兵廠・名古屋陸軍造兵廠鳥居松製造所で行われ、総生産数は約10,000挺（九七式は約22,500挺）。初期型・中期型の差により太い針金状の単脚（脚、モノポッド）や高射表尺の有無がある。また生産時期や小倉・名古屋製により細かい仕様の差異がある。例えば一部の小倉製の個体には九七式狙撃銃用の2.5倍スコープを装着したものもあった。ごく一部の個体には調整機能付き4倍スコープが装備されていた.
帝国陸軍において、基本的に狙撃銃は一般の歩兵中隊内の選抜射手によって使用された。九九式狙撃銃は九九式小銃や九九式軽機関銃を擁する7.7mm弾（九九式普通実包）装備部隊に、九七式狙撃銃は三八式歩兵銃や九六式軽機関銃を擁する6.5mm弾（三八式実包）装備部隊で運用された。

### 狙撃眼鏡
狙撃眼鏡（光学照準器）は3種類の物が使用された。生産分の半数以上は九九式狙撃眼鏡（倍率4倍・実視界7°・射距離分画0～1,500m（100m毎）・重量約590g）であり、次いで九七式狙撃眼鏡（倍率2.5倍・実視界10°・射距離分画0～1,500m（100m毎）・重量約354g）も使用された。両狙撃眼鏡ともに距離調整などのアジャスト機能は有していないため（出荷前に造兵廠にてゼロイン調整を行う）、狙撃時はT字（ポストタイプ）照準線（レティクル）の垂直線の目盛を使用する。反面、複雑なアジャスターがないために本体が小型に仕上がり、密閉構造で防水性に優れ、緊定把（回転ハンドル）とボタンの二重のストッパーを有する台座と一体化されており頑丈、眼鏡内が明るいという利点を持つ。このほか、後期生産品では距離調整機能を有する倍率4倍の狙撃眼鏡も使用されている。
量産は東京第一陸軍造兵廠のほか、日本光学（ニコン）・東京光学機械（トプコン）・東京芝浦電気（東芝）・高千穂光学工業（オリンパス）・富岡光学器械製作所（京セラオプテック）・榎本光学精機（富士フイルム/フジノン）・日本タイプライター（キヤノンセミコンダクターエクィップメント）など、民間光学機器メーカーでも行われた。なお、帝国陸軍は使用部品の規格化に励んでおり、狙撃眼鏡特有の精密ねじにはのちのJISの前身であるJES品が使用されている。
機関部開放時の槓桿位置を考慮して、小銃側の台座は機関部左側面に設けられ、狙撃眼鏡自体は射手視点から左斜上にオフセットされる。そのため狙撃眼鏡の使用が適当ではなくなる近接戦闘時や、狙撃眼鏡破損時には通常の小銃と変わらず照星・照門での照準が可能であり、また実包5発をまとめた挿弾子（クリップ）も使用可能である（アメリカ軍の主力狙撃銃であるスプリングフィールド M1903A4はどちらも使用不可能）。
属品として負紐付きの収容嚢が存在し、行軍時などには狙撃眼鏡を銃から外しこれに収容した。

### 性能
本銃は、ベースとなった九九式小銃の特に精度の高い物を選んで生産されており、狙撃銃としての性能が高かった。6.5mmx50SR弾（三八式実包）を使用した九七式狙撃銃と比較すると、7.7mm×58弾（九九式普通実包）を使用するため威力面では格段に勝る反面、短銃身（九九式短狙撃銃）になり実包（弾薬）のエネルギーも増したことにより射撃時の反動は強くなっている。
激戦地となったペリリュー島の戦いでは上陸したアメリカ軍部隊の憲兵隊司令官ハンキンス大佐の狙撃に用いられ、ハンキンス大佐を射殺する戦果をあげた。